# Ң
Ne pas confondre avec la lettre Ӈ
Ң (minuscule : ң) est une lettre de l’alphabet cyrillique utilisée par plusieurs langues non slaves, où elle note la consonne [ŋ]. Ce graphème est une forme diacritée de la lettre cyrillique ‹ Н ›. Romanisation : ‹ ng › ou ‹ ñ ›.
Cette lettre est utilisée en chor, kazakh, kirghize, kalmouk, doungane, tatar, tatar de Sibérie, turkmène, ouïghour.

## Utilisation
Andreas Sjögren utilise l’enne cramponné (avec la forme d’un enne ogonek) dans l’alphabet cyrillique ossète dans sa grammaire publiée en 1844.

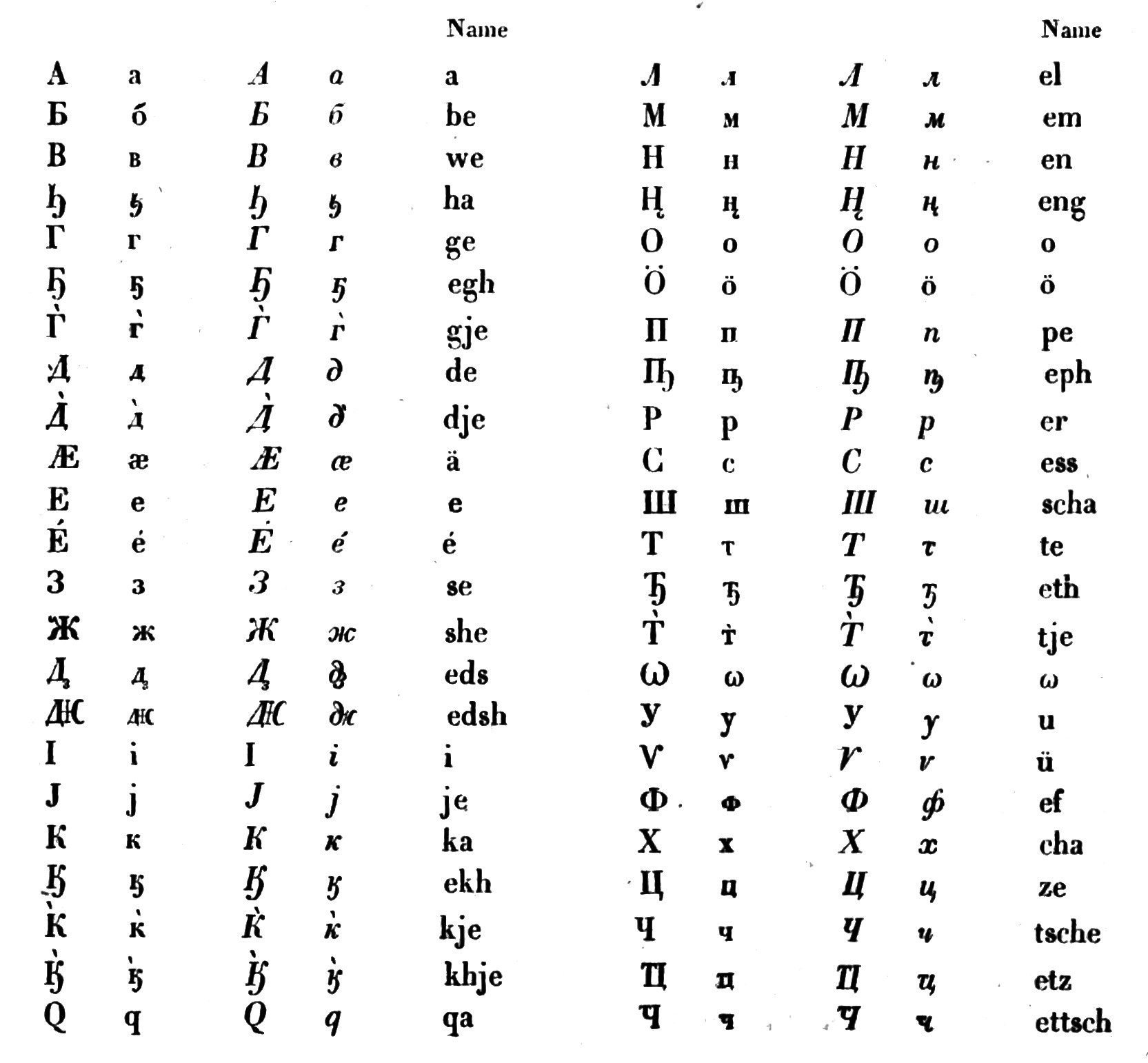
Alphabet ossète de Sjögren 1844.
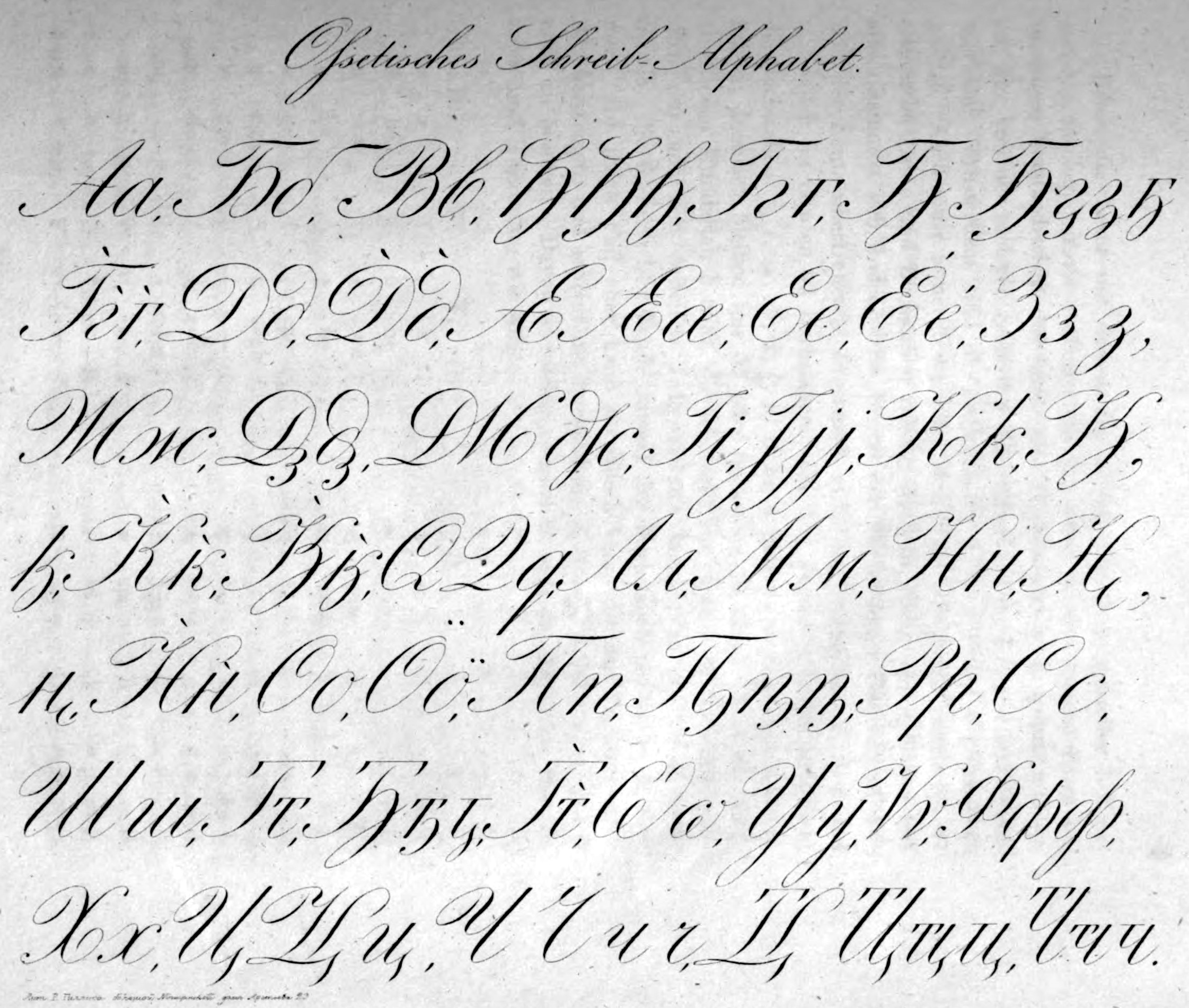
Alphabet ossète de Sjögren 1844 en écriture cursive.

En kirghize, le ң est utilisé dans l’orthographe cyrillique kirghize de 1941 encore utilisée aujourd’hui et a remplacé le ꞑ de l’orthographe latine kirghize de 1928 basé sur le Nouvel Alphabet truc.

## Représentations informatiques
Le enne cramponné peut être représenté avec les caractères Unicode suivants :
| formes    | représentations | chaînes de caractères | points de code | descriptions                               |
| --------- | --------------- | --------------------- | -------------- | ------------------------------------------ |
| capitale  | Ң               | Ң                     | U+04A2         | lettre majuscule cyrillique enne cramponné |
| minuscule | ң               | ң                     | U+04A3         | lettre minuscule cyrillique enne cramponné |